# Pave Innocens 12.
Pave Innocens 12. (13. marts 1615 – 27. september 1700; født Antonio Pignatelli) var pave fra år 1691, hvor han blev valgt, frem til sin død i 1700.
| Efterfulgte: Alexander 8. 1689-1691 | Pave 1691-1700 | Efterfulgtes af: Clemens 11. 1700-1721 |

1. ↑  Navnet er anført på engelsk og stammer fra Wikidata hvor navnet endnu ikke findes på dansk.